# 月見山トンネル
月見山トンネル（つきみやまトンネル）は、兵庫県神戸市須磨区を結ぶ第二神明道路にあるトンネル。トンネルの名前は月見山に由来する。須磨離宮公園の北側を抜けている。

## 概要
- 上り線（三宮・大阪・名神高速方面）長さ：236 m [1]
- 下り線（姫路・徳島・山陽道方面）長さ：228 m [1]

※トンネル距離数はトンネル入口手前に設置された標識の記載によるもの。

## 歴史
- 1970年3月8日：阪神高速3号神戸線直結 - 名谷IC間開通と共に供用開始。この時は現在の上り線として供用しているトンネルのみ暫定2車線での開通であった。
- 1972年：拡幅工事完成に伴い下り線トンネルの供用開始。

## 追記事項
- トンネル内部はカーブが存在し、また須磨坂とも呼ばれる勾配があるため当トンネルを含む阪神高速3号月見山出入口から須磨料金所までは速度制限は50km/hである。
- 上り方面は下り坂で見通しが悪いことに加えて若宮カーブがある上にその前にオービスがあるためそれにともなう、横転や追突などの事故もしばしば起きる。
- 下り線は上り坂になりトンネルを出てしばらく行くと須磨料金所にたどり着くが、料金所が近いためトンネルを出て減速をする。

## 周辺施設
- 須磨離宮公園
- 月見山
- 須磨寺